# Скоропадська Марія Павлівна
Марія Павлівна Монтрезор-Скоропадська (25 листопада 1898, Санкт-Петербург — 12 лютого 1959, Оберстдорф) — дочка останнього гетьмана України Павла Скоропадського. Очолювала провід української монархічної організації Союз гетьманців-державників (1957—1959).

## Життєпис

Весілля Марії Скоропадської та Адама Монтрезора. Ванзее, 10 серпня 1927 року.

Народилася 25 листопада 1898 року в Санкт-Петербурзі. У 1916 році Марія Скоропадська закінчила повний гімназійний курс із золотою медаллю. Після чого навчалася на медичних курсах при Петербурзькому університеті, які вона не встигла закінчити через революційні події.
У 1918 році разом із родиною виїхали до Києва. Сім'я Гетьмана Української Держави мешкала в колишньому будинку губернатора. Коли в нижніх апартаментах відбувалися офіційні святкові приймання, Марія і Єлизавета разом із нянею спали в тісних мансардних кімнатках, а Данило — взагалі у ванній кімнаті.
У листопаді 1918 року, коли загострилася ситуація в Україні, гетьман Павло Скоропадський відправив своїх дітей у супроводі довірених осіб за кордон. І лише наприкінці 1921 року вся сім'я зібралася в Німеччині, оселившись у Ванзее неподалік Берліна. Марія змогла завершити своє медичне навчання в Лозаннському університеті й стала асистенткою відомого медика-ортопеда професора Вірхова. Працювала в берлінській клініці Шаріте.
У 1927 році Марія вийшла заміж за графа Адама Монтрезора. Від початку 1921 року Адам Монтрезор був активним діячем гетьманського руху. Взявши шлюб, Марія та Адам оселилися в Польщі.
У Варшаві Адам Монтрезор працював в одній із польських газет. Але вже невдовзі втратив роботу й Марія знайшла місце лікарки в невеличкій соціальній лікарні. Паралельно давала уроки англійської та французької мов. Згодом спеціалізувалася на підготовці з іноземних мов родин польських дипломатів, які виїжджали за кордон.
У 1939 році під час окупації Польщі радянськими військами Адам Монтрезор потрапив у радянський полон.
У 1940—1944 рр. активно допомагала польському руху Опору. Переховувала у своєму помешканні, лікувала та відправляла у сільську місцевість єврейських дітей, яких польські патріоти виводили з Варшавського гетто. Після окупації Польщі радянською армією виїхала до батьків у Німеччину і решту свого життя мешкала в Оберстдорфі (Баварія).
Наприкінці 1956 року виїхала в Лондон до молодшого брата гетьманича Данила. Проте 23 лютого 1957 року за нез'ясованих обставин Данило помер. Після смерті брата, згідно з «Актами про дідичність Гетьманської влади та порядок правопреємства в нашому Роді на принципі старшинства», Марія Скоропадська перебрала провід української монархічної організації Союз гетьманців-державників.

29 квітня 1957 року Її Світлість Ясновельможна Гетьманівна Марія Павлівна Скоропадська-Монтрезор у своєму «Зверненні до всіх розсіяних сущих українців-Державників нашої дорогої Батьківщини, Гетьманців, Прихильників Гетьманської Ідеї та Краєвих Централь Гетьманського Руху», зокрема, закликала організованих гетьманців не зражуватися тодішніми звуженими династичними можливостями роду Скоропадських, кріпити лави дисциплінованих загонів світового Гетьманського руху, виявити максимум карності, непохитності, вірності й відданості дідичній Гетьманській Ідеї. Гетьманівна заявила також, що прагнутиме «не покладаючи рук… до об'єднання всіх творчих національно-державницьких українських сил суспільно-політичного і громадського секторів національного життя в одному Всеукраїнському Національно-Визвольному Центрі, розбудованому на основі і в цілях організації найефективнішої допомоги Священній Справі визволення Українського Народу з совєтської неволі…»:
1. Всевишній — Року Божого 1957, дня 29 лютого — покликав до Себе нашого любого Брата Гетьманича Данила й одночасно Своєю волею поклав на мої слабі рамена тяжкий Обов'язок перед Історією Українського Народу.
Обов'язок цей випливає з покладеного Божим Провидінням та Історією на Гетьманський Рід Скоропадських призначення втілювати й персоніфікувати Маєстат Української Землі й тисячолітню Ідею тяглости Української Державности, утверджувати глибоконаціональні традиції Державних Чинів, що беруть початок ще від Княжої Доби нашої історії, та символізувати безперервну тривалість Української Нації.
Цей Обов'язок випливає випливає також з вікопомного історичного Чину Батька мого, Гетьмана Павла. Його ж Актів про дідичність Гетьманської Влади та порядок Правопереємства в нашому Роді на принципі Старшинства, на підставі яких Я, як найстарша в Роді Скоропадських, перебрала дня 24 лютого, Року Божого 1957, усі наслідні права і обов'язки, що з Історії і цих Актів випливають, а тим самим і Верховне Керівництво Гетьманським Рухом.
2. Свідома історичної відповідальности і труднощів, що мене на шляху здійснення Заповітів Антецесорів наших чекають, – Я звертаюсь з благанням до Всевишнього, щоб скріпив мене в духовних і фізичних силах, аби разом з усіма Українцями-Державниками змогла гідно служити національно-державним прагненням Народу Українського, в цілях утвердження, в Його етнографічних кордонах, Суверенної Соборної Держави Української.
Прохаю молитов св. Церков Українських, аби Українські Державники знайшли в традиційній Ідеї Гетьманській глибоке джерело сили, лицарського чину і всенаціональної єдности для виборення Народові нашому Свободи й Його законних прав.
Організованих Гетьманців кличу не зражуватись сьогоднішніми звуженими династичними можливостями, бо Бог милостивий і все в Його силі, та кріпити лави дисциплінованих загонів світового Гетьманського Руху, виявляти максимум карности, непохитности, вірности й відданости Дідичній Гетьманській Ідеї, що живе і прагнутиме жити, поки в Землі Українській не висохнуть джерела соків, якими ця Ідея живиться і зростала, мечем лицарським Прадідів і Батьків наших охоронювалась, чистою, святою козацькою кров'ю зрошувалась і життєдайним, нерукотворним хрестом освячувалась.
3. Ідучи слідами незабутніх Батьків і нашого любого Брата Гетьманича Данила, зі свого боку врочисто й твердо заявляю, що, не покладаючи рук, прагнутиму до об'єднання всіх творчих національно-державницьких українських сил суспільно-політичного і громадського секторів національного життя в одному Всеукраїнському Національно-Визвольному Центрі, розбудованому на основі і в цілях організації найефектовнішої допомоги Священній Справі визволення Українського Народу з совєтської неволі, в якій Справі сподіваюсь знайти відгук так середовищ і об'єднань наших, як і окремих патріотів, та всебічну підтримку й участь з їх боку у спільному Ділі Визволення України.
Прошу всіх, кому відати належиться, виявити зрозуміння і повноту довір'я до щирих зусиль Гетьманського Руху в напрямі об'єднання усіх творчих сил українського суспільства поза межами Батьківщини.
4. Девізом у повсякчасній діяльності моїй, як Верховної Керманички Гетьманським Рухом, ставлю проголошені засади сл. п. Батьком моїм: «Непохитно вірити і непохитно працювати для цілковитого визволення Народу Українського з чужинецького ярма», та любим Братом моїм: «В боротьбі за здобуття волі і незалежности Україні ніякого відпочинку в мене самого і моїх співробітників бути не може, бо час не жде».
Нехай же Господь буде милостивий до Роду нашого, зокрема до мене, і допоможе мені сповнити так тяжкі Обов'язки перед Історією Українського Народу на славу Божу й на добро і велич нашої Матері-України.
МАРІЯ СКОРОПАДСЬКА-МОНТРЕЗОР
Дня 29 квітня, Року Божого 1957 На чужині.
Саме під час її кермування українським консервативно-монархічним рухом, в Америці відбувся перший післявоєнний гетьманський конгрес. Перший Всегетьманський Конгрес, що тривав у Детройті (США) з 4 по 6 липня 1958 року однодушно схвалив своєю історичною постановою: «1. Акт перебрання прав і обов'язків Старшого в Роді Скоропадських Її Світлістю Гетьманівною Марією, як первородною Дочкою Гетьмана Павла, у відповідності з правними нормами й традицією Гетьманського Руху, становить нове свідоцтво у здійснюванні засади дідичення Верховної Влади Родом Скоропадських, яку то посаду Делегати Всегетьманського Конгресу прирікають свято й невідступно оберігати, як непорушний постулят і дороговказ у своїй діяльності, в цілях перенесення в Україну для остаточного тріюмфу».
Водночас, стурбовані хворобою Гетьманівни Марії і відсутністю в гетьманському роді Скоропадських нащадків чоловічої статі, що із смертю Гетьманича Данила призвело до часткового занепаду Гетьманського руху, делегати Конгресу надалі постановили: «2. Порядок спадкового переємництва прав на Гетьманську Булаву і обов'язків Старшого в Роді Скоропадських, відповідно до т.5 вищезгаданих „Норм про спадковість…“ з дня 12 грудня 1944 р., по Її Світлості Гетьманівні Марії шириться за принципом старшинства на Ясновельможних Гетьманівен: ЄЛИСАВЕТУ, ОЛЕНУ, ОЛЕКСАНДРУ і, за відсутністю у Неї дітей, на Гетьманівну ІРИНУ із задержанням пріорітету за нащадками чоловічої статі».
Утім, палка патріотка і Гетьманівна України, графиня Марія Скоропадська-Монтрезор, не встигла повносяжно взяти віжки правління Гетьманським рухом у свої руки; 12 лютого 1959 р. вона померла в Оберстдорфі в Баварії (Німеччина). Її могила знаходиться там і донині.
Після смерті Гетьманівни Марії, згідно з уже згадуваними «Актами про дідичність Гетьманської Влади та порядок правопереємства в нашому Роді на принципі Старшинства», обов'язки керманича Гетьманського руху і Союзу гетьманців державників перебрала на себе Її Світлість Ясновельможна Гетьманівна Лізавета Павлівна Скоропадська-Кужім.

## Сім'я
- Батько — Павло Петрович Скоропадський (1873—1945)
- Мати — Олександра Петрівна Скоропадська (Дурново) (1878—1952)
- Сестра — Єлисавета Павлівна Скоропадська (Кужим) (1899—1975)
- Брат — Петро Павлович Скоропадський (1900—1956)
- Брат — Данило Павлович Скоропадський (1904—1957)
- Брат — Павло Павлович Скоропадський (1915—1918)
- Сестра — Олена Павлівна Отт-Скоропадська (1919—2014)
- Чоловік — граф Адам Монтрезор (1888—19??)